# Hipoepa biasalis
Hipoepa biasalis är en fjärilsart som beskrevs av Walker 1858. Hipoepa biasalis ingår i släktet Hipoepa och familjen nattflyn. Inga underarter finns listade i Catalogue of Life.